# 浩勒图庙
浩勒图庙，位于内蒙古自治区锡林郭勒盟西乌珠穆沁旗浩勒图高勒镇，是一座藏传佛教格鲁派寺院。

## 简介
浩勒图庙创建于1656年。其主殿平面呈长方形，经堂与佛殿共设，无都纲法式，无耳房。根据2010年前后的调查，浩勒图庙的黑日巴喇嘛仓的几所房子仍然留存，是原来的建筑。
截至2008年，西乌珠穆沁旗政府批准的宗教活动场所共6处，包括东克尔庙、浩勒图庙、浩齐特王盖庙、乌兰哈拉嘎庙、彦吉嘎庙等5个佛教活动场所，以及清真寺1个伊斯兰教活动场所。这些宗教活动场所全部都设有民主管理委员会。